# Marihatag
Marihatag là một đô thị hạng 4 ở tỉnh Surigao del Sur, Philippines. Theo điều tra dân số năm 2000, đô thị này có dân số 16.394 người trong 2.857 hộ.

## Các đơn vị hành chính
Marihatag được chia thành 12 barangays.
- Alegria
- Amontay
- Antipolo
- Arorogan
- Bayan
- Mahaba
- Mararag
- Poblacion
- San Antonio
- San Isidro
- San Pedro
- Santa Cruz